# Raise the Titanic
Raise the Titanic is een Amerikaanse avonturenfilm uit 1980, gebaseerd op de roman Licht de Titanic! van Clive Cussler. De film werd geregisseerd door Jerry Jameson en geproduceerd door Lew Grade's ITC Entertainment. Hoofdrollen worden vertolkt door Jason Robards, Richard Jordan, David Selby, Anne Archer, en Alec Guinness.
De film bracht weinig in de bioscopen en kreeg negatieve reacties van critici.

## Verhaal
Een groep Amerikanen vertrekt naar de Atlantische Oceaan met het plan de RMS Titanic te lokaliseren en te bergen. Dit omdat aan boord een zeldzaam mineraal zou zijn dat de Amerikanen kunnen gebruiken voor een anti-raketwapen in de wapenwedloop met de Sovjet-Unie. De Sovjets zitten echter ook achter de Titanic aan om dezelfde reden.

## Rolverdeling
| Acteur         | Personage                |
| -------------- | ------------------------ |
| Richard Jordan | Dirk Pitt                |
| Jason Robards  | Admiraal James Sandecker |
| David Selby    | Dr. Gene Seagram         |
| Anne Archer    | Dana Seagram             |
| Alec Guinness  | John Bigalow             |

## Achtergrond

### Opnamen
Het grootste deel van het budget van 40 miljoen dollar werd gebruikt om een oude Griekse ocean liner te veranderen in een kopie van de Titanic, en voor het maken van een schaalmodel voor de onderwaterscènes. In de film wordt het wrak van de Titanic weergegeven als een geheel, daar pas na de ontdekking van het echte wrak bleek dat het schip tijdens de ramp in tweeën was gebroken. De onderwaterscènes met de schaalmodellen werden gefilmd in Malta's Mediterranean Film Studios.

### Muziek
John Barry, die al eerder Golden Globes en Oscars had gewonnen voor zijn filmmuziek, componeerde de muziek voor de film. De originele opnames hiervan zijn verloren gegaan, maar in 1999 liet Silva Screen Records alles opnieuw opnemen door het Praags Filharmonisch Orkest.

### Uitgave en ontvangst
De film bracht wereldwijd amper 7 miljoen dollar op in de bioscopen, onvoldoende om het productiebudget terug te verdienen. Na uitgave op video werd hier nog 6.8 miljoen dollar bij verdiend. Lew Grade, een van de belangrijkste financiers van de film, zou zelfs spottend hebben gezegd dat het goedkoper zou zijn geweest om het waterpeil van de Atlantische Oceaan te verlagen. Het floppen van Raise The Titanic was een van de redenen dat Grade zich terugtrok uit het financieren van filmprojecten.
De film kreeg tevens veel negatieve reacties van critici. Alleen de muziek werd geprezen. Clive Cussler was zo teleurgesteld over de film, dat hij geen enkele filmstudio meer toestemming gaf ooit nog een van zijn boeken te verfilmen.

## Nominaties
| Wedstrijd                    | Categorie                   | Ontvanger(s)             | Resultaat   | Ref.  |
| ---------------------------- | --------------------------- | ------------------------ | ----------- | ----- |
| Golden Raspberry Awards 1980 | Slechtste film              | William Frye             | Genomineerd | [ 3 ] |
| Golden Raspberry Awards 1980 | Slechtste mannelijke bijrol | David Selby              | Genomineerd | [ 3 ] |
| Golden Raspberry Awards 1980 | Slechtste scenario          | Adam Kennedy Eric Hughes | Genomineerd | [ 3 ] |